# Estació de Santiago de Compostela-Daniel Castelao

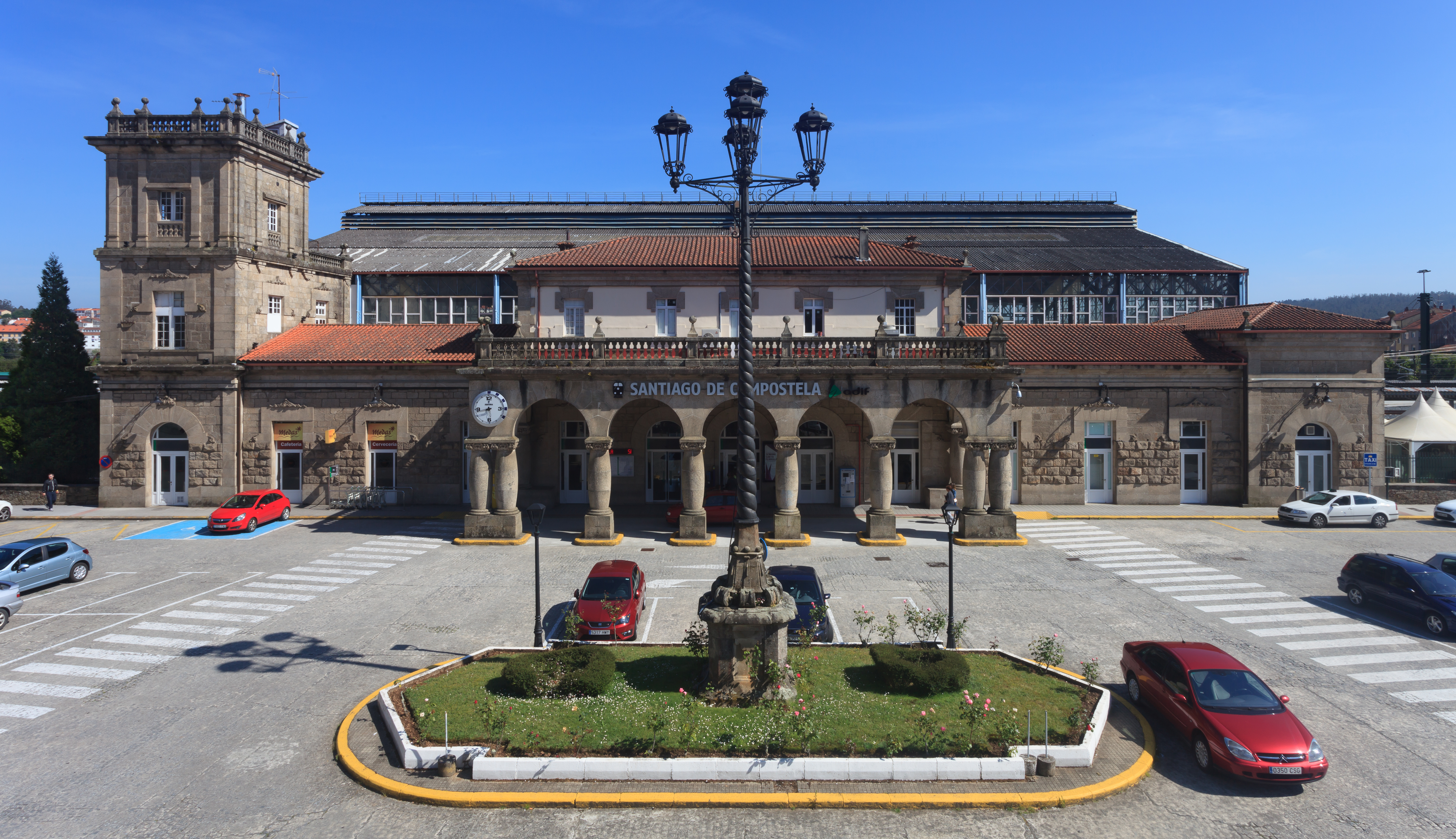
Exterior de l'estació de Santiago de Compostela-Daniel Castelao

L'estació de Santiago de Compostela-Daniel Castelao és una estació ferroviària situada a la ciutat gallega de Santiago de Compostel·la. El 2010, va rebre 1.771.974 passatgers, el que la converteix en l'estació gallega amb més trànsit de viatgers.

## Situació ferroviària
L'estació es troba en el punt quilomètric 378,811 de la línia fèrria d'ample ibèric que uneix Zamora amb la Corunya a 218 metres d'altitud. També forma part de la línia fèrria d'ample ibèric que uneix Redondela amb Santiago, pk 92.3 A més l'estació està integrada dins de la Línia d'alta velocitat Olmedo-Zamora-Galícia que unirà Galícia amb la Meseta i el tram Santiago-Ourense està operatiu des de desembre de 2011

## Història
L'arribada del ferrocarril a Santiago va unit a la primera línia fèrria posada en funcionament a Galícia que unia Santiago amb Carríl i que es perllongaria poc després fins a Pontevedra. Es va construir així l'estació de Santiago-Cornes inaugurada el 15 de setembre de 1873 per part de The West Galícia Railway Company, empresa britànica que havia aconseguit la concessió de la línia el 1866 després de comprar la companyia del Ferrocarril Compostel·là de la Infanta Isabel. El 1928, MZOV va absorbir la companyia anglesa per ser al seu torn absorbida per la Compañía Nacional de los Ferrocarriles del Oeste un any després. El 1941, la nacionalització del ferrocarril a Espanya va integrar totes les companyies existents en la recentment creada RENFE.
El 14 d'abril de 1943, amb l'obertura de la línia fèrria La Corunya-Santiago de Compostel·la que més tard s'integraria dins de la línia Zamora-la Corunya, Renfe va tancar l'estació de Cornes i va obrir l'actual edifici.
Des del 31 desembre 2004 Renfe Operadora explota la línia mentre que Adif és la titular de les instal·lacions ferroviàries.
El 10 de desembre de 2011 es va inaugurar el tram Santiago de Compostel·la-Ourense com a part de la futura línia d'alta velocitat Olmedo-Zamora-Galícia.
El 24 de juliol de 2013 tingué lloc l'accident ferroviari de Santiago de Compostel·la a l'entrada de l'estació.

## Descripció
L'estació està situada a la zona sud-est de la ciutat, a 1 quilòmetre de la catedral i de l'autopista AP-9, prop del riu Sar.
Fidel a l'estil de les estacions de la zona l'edifici segueix l'esquema d'un pazo. Es compon d'un pavelló central de dos pisos flanquejat per dues ales laterals que en els seus extrems posseeixen dues torres de planta quadrada. El conjunt és asimètric atès que mentre una de les torres arriba als tres pisos, l'altra tot just supera l'altura de les ales laterals. La façana principal està decorada per una porxada format per una galeria de cinc arcs frontals i dos laterals.
Es compon de tres andanes, una lateral i dues centrals a les quals accedeixen cinc vies. Totes elles estan protegides per una marquesina metàl·lica de dos vessants de considerables proporcions i de difícil integració en el conjunt. Fora del seu abast queden més vies de servei destinades a càrrega, apartat o garatge). Els canvis d'andana es realitzen gràcies a passos subterranis. Compta amb atenció al client, punt d'informació, venda de bitllets, lavabos, cafeteria i lloguer de cotxes. Tot el recinte està adaptat per a les persones amb minusvalidesa. A l'exterior es troba un ampli aparcament i una parada de taxis.